# ギャンビット (企業)
株式会社ギャンビット（ローマ字表記: Gambit）は、日本の広告タレントキャスティング会社。映画やテレビ番組の企画制作や出版などコンテンツの制作やタイアップにも関わる。
1976年創業、1986年設立。
社名の由来は、チェスの定石戦術の一つ、ギャンビットから。

## 制作・タイアップ作品

### 映画
- リング・リング・リング 涙のチャンピオンベルト（1993年 東映） - 製作
- 三本木農業高校、馬術部 〜盲目の馬と少女の実話〜（2008年 東映） - 製作協力
- パラレル 愛はすべてを乗り越える―。（2009年 「パラレル」フィルムパートナーズ） - 配給
- 行きずりの街（2010年 東映） - 主題歌タイアップ – meg『再愛～Love you again』
- ツレがうつになりまして。（2011年 東映） - 製作・楽曲タイアップ – 矢沢洋子
- ハードロマンチッカー（2011年 東映） - 主題歌タイアップ – 黒夢
- ゾンビアス（2012年 日活） - 製作
- RIVER（2011年 ギャンビット＝トラヴィス） - 製作
- ぼくが処刑される未来（2012年 東映） - 主題歌タイアップ – Prague
- つやのよる（2013年 東映） - 製作
- 恋する歯車（2013年 東映） - 主題歌タイアップ – fumika
- 草原の椅子（2013年 東映） - 主題歌タイアップ – GLAY
- そこのみにて光輝く（2014年 東京テアトル･シネマアイリス） - 製作
- 呪怨 終わりの始まり（2014年 ショウゲート） - 製作
- さよなら歌舞伎町（2015年 東京テアトル） - 製作
- 極道大戦争（2015年 日活） - 製作
- 呪怨 ザ・ファイナル（2015年 ショウゲート） - 製作
- 彼女の人生は間違いじゃない（2017年 ギャガ） - 製作
- 巫女っちゃけん。（2018年 スリーパーエージェント） - 製作
- 食べる女（2018年 モロトフカクテルスリーパーエージェント） - 製作
- 劇場版 ファイナルファンタジーXIV 光のお父さん（2019年 ギャガ） - 製作
- 地獄少女（2019年 ギャガ） - 製作
- 生首村（2022年 東映） - 製作
- いつか、いつも……いつまでも。（2022年 バンダイナムコフィルムワークス） - 製作

### テレビドラマ
- 蒼穹の昴（2010年 NHK） - 製作協力
- JKは雪女（2015年 MBS） - 企画
- ファイナルファンタジーXIV 光のお父さん（2017年 MBS） - 製作
- ゆうべはお楽しみでしたね（2019年 MBS） - 製作
- 都立水商! 〜令和〜（2019年 MBS） - 製作

### テレビアニメ
- テスラノート（2021年） - アニメーション制作

### CD
- 押尾コータロー - アルバム「COLOR of LIFE」（2006年）
- meg - アルバム「Little Waltz」（2012年 ギャンビット）、シングル「サヨナラマタイツカ」（2014年 ギャンビット）

### 出版
- カルチャーマガジン「MEKURU」(2013年11月創刊 - 2017年8月休刊)
- 赤塚不二夫「少女漫画家 赤塚不二夫」（2020年発行）- 漫画家・赤塚不二夫の原点である「少女漫画」を厳選したアンソロジー[3]。「ひみつのアッコちゃん」など計32タイトルに加え、フジオプロ・松木健也のコラムや、峯松孝佳（吉勝太）、田村セツコへのインタビューが収録されている[4]。